# Vilhelm Pedersen

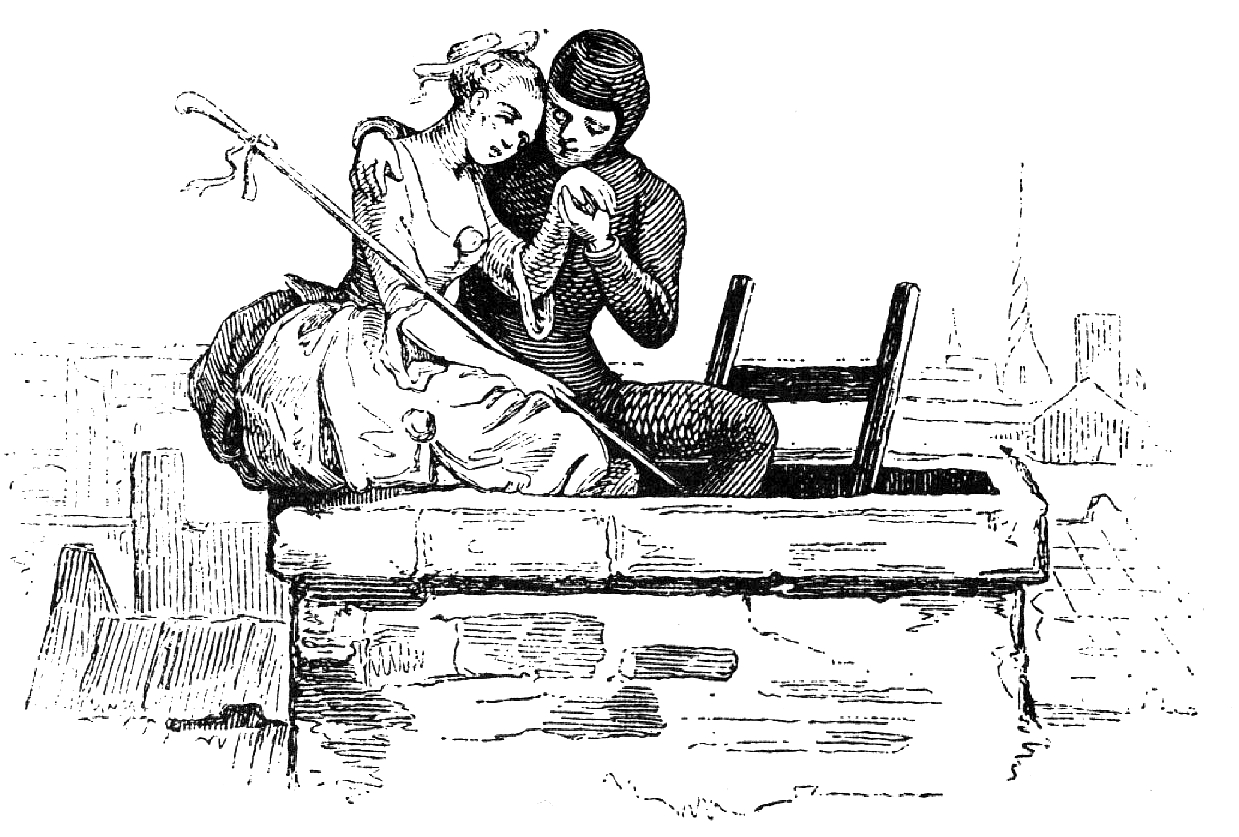
La bergère et le ramoneur de Vilhelm Pedersen

Thomas Vilhelm Pedersen (28 janvier 1820 – 13 mars 1859) était un artiste danois connu pour avoir été le premier artiste à illustrer les contes de Hans Christian Andersen.

## Présentation
Les premières publications d'Andersen ne contenaient pas d'illustrations, mais en 1849 sa popularité était croissante et une nouvelle édition de ses contes en cinq volumes fut publiée avec 125 illustrations par Pedersen, un jeune officier naval. Les estampes des dessins de Pedersen ont initialement été produites pour une édition allemande publiée par Carl B. Lorck à Leipzig. L'éditeur danois d'Andersen, C.A. Reitzel, paya Lorck pour les droits des illustrations de Pedersen.